# Пескокостанцо
Пескокостанцо (итал. Pescocostanzo) је насеље у Италији у округу Л'Аквила, региону Абруцо.
Према процени из 2011. у насељу је живело 1055 становника. Насеље се налази на надморској висини од 1367 м.

## Становништво
Према резултатима пописа становништва 2011. у општини је живело 1.161 становника.
| 1931. | 1936. | 1951. | 1961. | 1971. | 1981. | 1991. | 2001. | 2011. |
| ----- | ----- | ----- | ----- | ----- | ----- | ----- | ----- | ----- |
| 2.073 | 2.041 | 1.949 | 1.890 | 1.507 | 1.400 | 1.285 | 1.216 | 1.161 |